# Stingray (char léger)
Pour les articles homonymes, voir Stingray.
Le Stingray, appelé aussi Commando Stingray est un char léger conçu par l'entreprise Cadillac Gage sur fonds propres au début des années 1980 visant principalement le marché de l'exportation.

## Historique
Présenté sans succès au concours AGS (Armored Gun System) dans le but de remplacer le M551 Sheridan, le Stingray fut le seul compétiteur qui enregistra une commande, non pas par l'US Army mais de la Thaïlande.
Développé pour les besoins des marchés de l'exportation par Cadillac Gage, le Stingray fut révélé au public en octobre 1984. Le prototype fut expédié en Thaïlande en 1986 a des fins d'évaluation, tandis qu'un deuxième exemplaire servait au constructeur à qualifier la chaîne de fabrication.
En octobre 1987, le contrat thaïlandais fut signé et les 106 chars furent livrés entre 1988 et 1990.
Le premier prototype subit, en 1987, des essais opérationnels en Malaisie. A ce jour, la Thaïlande reste le seul acheteur du Stingray.
La tourelle du Stingray fut également proposée sur d'autres châssis tels que le M41 Walker Bulldog et le V300A1 Commando.

## Caractéristiques techniques

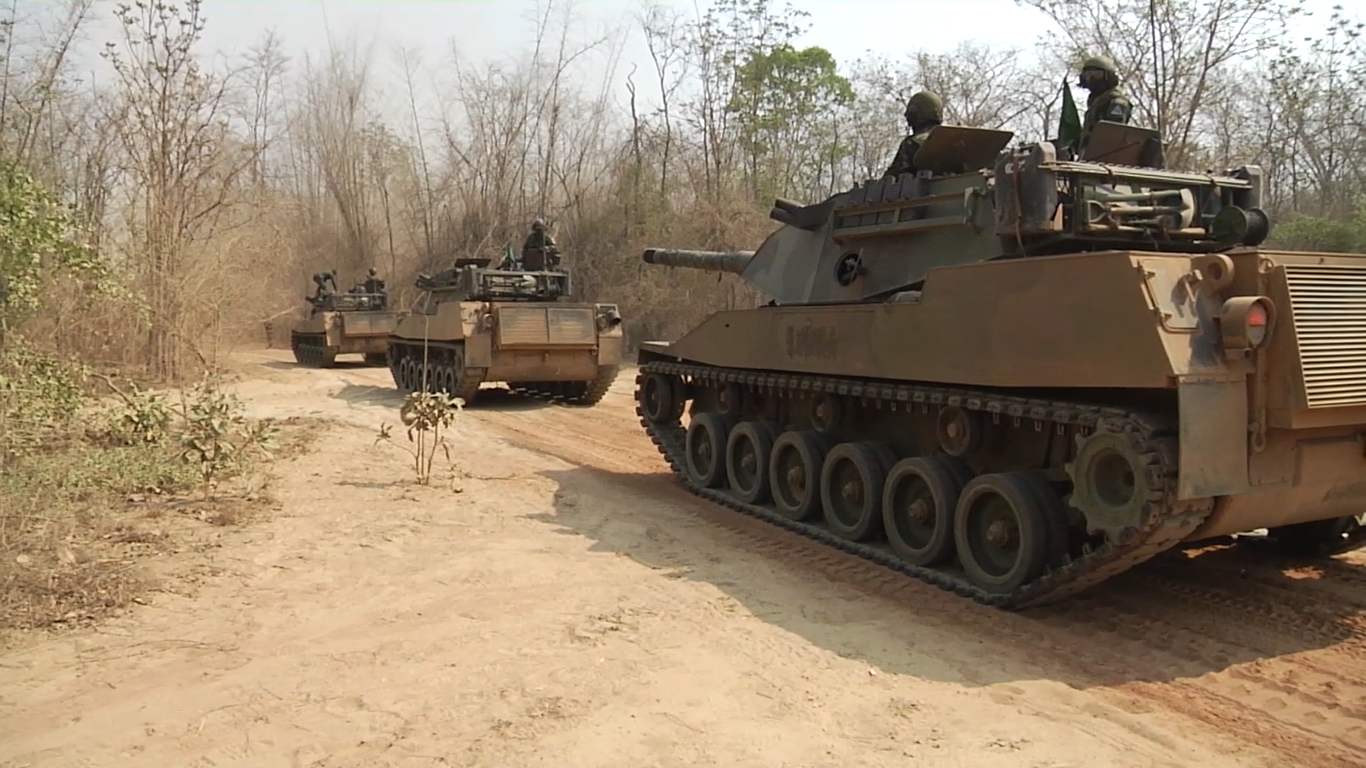
Trois Stingray en 2019.

L'architecture du char léger Stingray est assez conventionnelle : le pilote à l'avant du châssis, la tourelle au centre et le groupe motopropulseur à l'arrière. En ce qui concerne les dimensions générales, le Stingray est une réduction à l'échelle 2/3 d'un char de combat conventionnel.

### Armement

#### Principal
Le Stingray est armé d'un canon L7 LRF (en anglais Low Recoil Force, pour faible effort de recul) d'un calibre de 105 mm conçu par la firme britannique Royal Ordnance. Le L7 LRF ne génère un effort de recul que de 13,6 tonnes grâce à une longueur de recul plus importante et à la présence d'un frein de bouche
Le débattement du canon en site est de +20° à -7,5°, le pointage et la stabilisation du canon sont assurés par des moteurs électro-hydraulique de chez HR Textron Incorporated. 
32 munitions sont emportées au total dont 8 prêtes au tir, 3 sont rangées verticalement à gauche de la culasse du canon tandis que les 5 autres sont placées sur le plancher, en-dessous du sac de récupération des douilles fixé à la culasse du canon. 24 autres sont rangées dans un râtelier situé dans la caisse du char, à gauche du conducteur.

### Optiques et conduite de tir
Le tireur dispose d'un viseur épiscopique M36E1 SIRE conçu par la firme Optic-Electronic Corporation utilisé par les chars M60A1 et A3. Il incorpore un télémètre laser et un amplificateur de lumière pour l'observation et le tir de nuit. Le viseur est lié à la conduite de tir DFCS (Digital Fire-Control System) de la firme Marconi Electronic Systems.
Le chef de char dispose d'un viseur jour/nuit NV-52 ainsi que de 7 épiscopes pour l'observation immédiate aux abords du char.
Le chargeur dispose d'un unique épiscope orienté vers l'avant de la tourelle.

### Mobilité
Le Stingray est propulsé par un moteur Diesel Detroit Diesel Allison 8V92TA, sa puissance maximale est de (535 ch) à 2 300 tr/min et son couple maximal est de 1 871 N m à 1 600 tr/min. 
Ce moteur V8 deux temps a une cylindrée de 12,1 ℓ. La suralimentation est assurée par deux turbocompresseurs équipés d'un intercooler. Il est à refroidissement liquide.
Afin de limiter son encombrement, le moteur est monté transversalement dans le compartiment moteur. Un réservoir de 757 ℓ de carburant sépare le compartiment moteur du compartiment de combat.
Le train de roulement de type Vickers à six galets de chaque côté, avec trois rouleaux porteurs par chenille pour supporter le brin supérieur. 
La suspension comprend douze barres de torsion. Le premier et le dernier galet dont dotés d'un amortisseur hydraulique et d'une butée de fin de course. La chenille à connecteurs a une largeur de 380 mm, identique au M113.

### Protection
La carapace de la tourelle et la caisse du châssis sont construites en plaques d'acier Cadloy mécano-soudées. Le Cadloy est un alliage d'acier haute dureté développé par Cadillac Gage, il protège le Stingray contre les balles perforantes-incendiaires de 14,5 mm sur l'arc frontal et contre les balles perforantes de 7.62 mm sous tous les angles.